# Miechawoje (przystanek kolejowy)
Miechawoje (biał. Мехавое, ros. Меховое) – przystanek kolejowy pomiędzy miejscowościami Miechawoje i Drażaki, w rejonie horodeckim, w obwodzie witebskim, na Białorusi. Położony jest na linii Newel - Jeziaryszcza - Witebsk.